# Svratka (flod)
Svratka (tjekkisk udtale: [ˈsvratka]), tidligere Švarcava (tysk: Schwarzach) er en flod i regionen Sydmähren i Tjekkiet. Den er 168 km lang, og dens afvandingsareal er 7.116 km2. Det den har sit udspring i det Bøhmisk-mähriske højland, konvergerer med Svitava i Brno og løber ud i Thaya (Dyje) nær Mikulov. Floden er kendt på den lokale mähriske dialekt som Švarcava (fra det tyske navn på floden Schwarzach).